# 南堡 (亞利桑那州)
南堡（英語：South Fort）是位於美國亞利桑那州亞瓦派縣的一個非建制地區。該地的面積和人口皆未知。

## 地理
南堡的座標為34°08′48″N 112°16′02″W / 34.14667°N 112.26722°W，而該地的平均海拔高度為2003米（即6571英尺）。